# Amphiacusta grandis
Amphiacusta grandis är en insektsart som beskrevs av Henri Saussure 1874. Amphiacusta grandis ingår i släktet Amphiacusta och familjen syrsor. Inga underarter finns listade i Catalogue of Life.